# 冬青目
冬青目是双子叶植物纲的一类植物，在原来的克朗奎斯特分类法中是被分入卫矛目的。在新的APG 分类法中被单独分为一目，包括三个科：
- 冬青科
- 青荚叶科
- 叶顶花科

2016年的APG IV 分类法中，本目包含5科：
- 冬青科（Aquifoliaceae）
- 心翼果科（Cardiopteridaceae）
- 青荚叶科（Helwingiaceae）
- 叶顶花科（Phyllonomaceae）[2]
- 金檀木科（Stemonuraceae）